# Маро, Даниэль
Даниэль Маро, или Даниэль Маро Старший (фр. Daniel Marot; 1661, Париж, Франция — 1752, Гаага, Голландия) — французский архитектор, рисовальщик-орнаменталист и гравёр в технике офорта, декоратор интерьеров, мастер садово-паркового искусства. Видный представитель «большого стиля» эпохи Людовика XIV, соединившего элементы классицизма и барокко. Член большой семьи потомственных архитекторов-декораторов, рисовальщиков и гравёров. Работал во Франции, Голландии, Великобритании и снова в Голландии.

## Семья художников Маро
Даниэль Маро Старший — наиболее известный представитель семьи. Он родился в Париже в семье архитектора, рисовальщика-орнаменталиста и гравёра эпохи «большого стиля» Жана Маро (1619—1679), который работал, в частности, в мастерской А.-Ш. Буля и был автором сборников гравюр «Французская архитектура» в 2-х томах, более известных под названиями «Большой Маро» (Le Grand Marot) и «Малый Маро» (Le Petit Marot). Возможно, начальное художественное образование Даниэль Маро совершенствовал под руководством знаменитого Жана Лепотра. Известно, что Маро занимался самообразованием и сделал несколько гравюр по рисункам других мастеров, среди которых был и Жан Берен.
Сын Даниэля Маро Старшего — Даниэль Маро Младший (1695—1769), живописец, рисовальщик-орнаменталист и гравёр. Родился в Лондоне, но сумел стать одним из главных художников-орнаменталистов стилей французского Регентства и рококо. Его младший брат — Якоб Маро (1697—1761) — архитектор, работал в Голландии. Из этой семьи известен также архитектор-декоратор Жан Маро Младший (?), вероятно, сын Жана Старшего, который работал в Париже на рубеже XVII—XVIII веков.

## Биография Даниэля Маро Старшего

### Первый голландский период

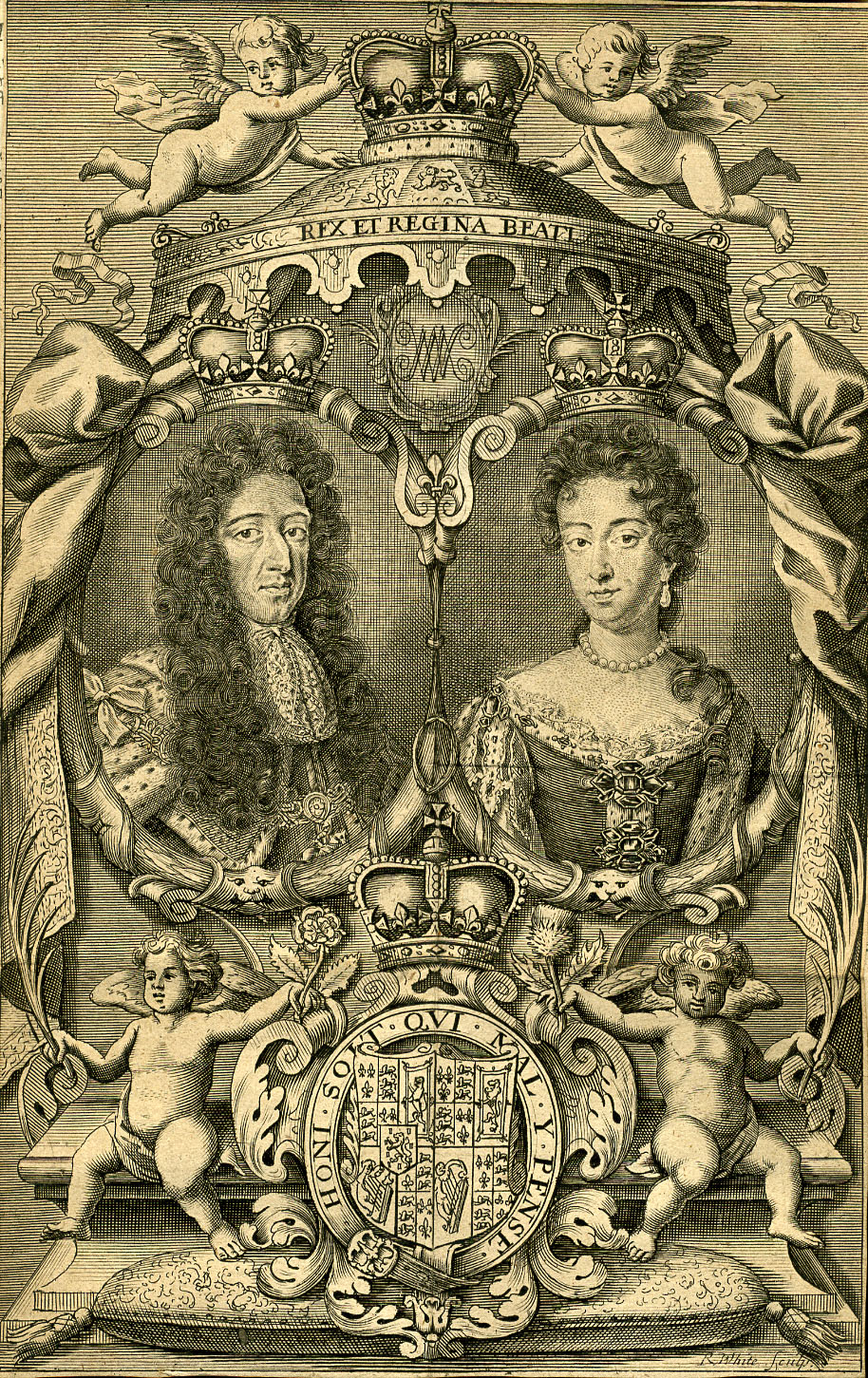
Вильгельм III Оранский и его жена королева Мэри. Между 1689 и 1703. Офорт

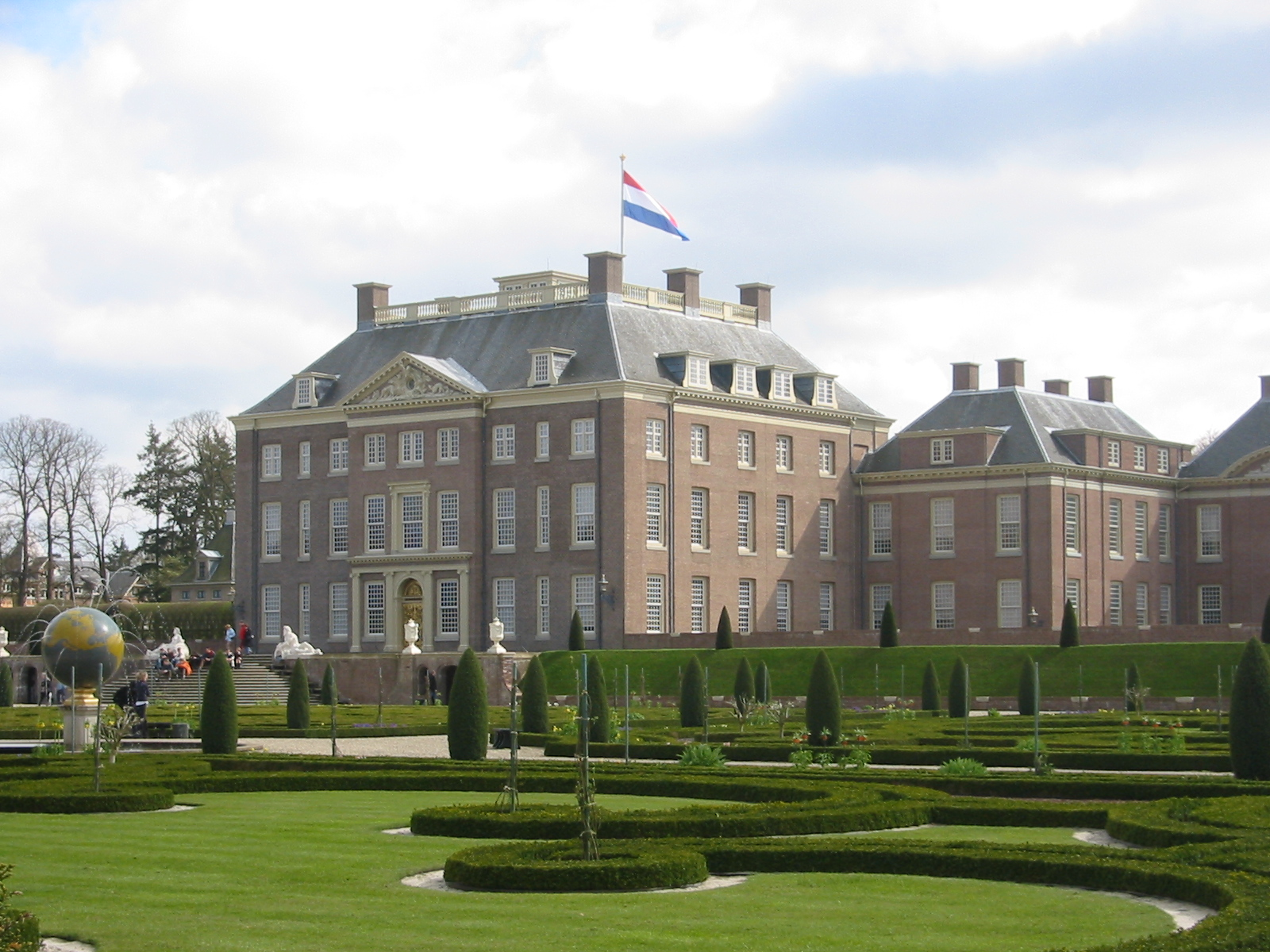
Регулярный сад дворца Хет Лоо, Апелдорн, Гелдерланд, Нидерланды

После отмены Нантского эдикта о свободе вероисповедания в 1685 году многим мастерам-гугенотам пришлось эмигрировать из Франции (по родовой традиции большинство ремесленников: чеканщиков, ювелиров, гравёров, эмальеров принадлежали семьям протестантов).
С 1685 года Даниэль Маро находился в Голландии, в Гааге. На способного француза обратил внимание штатгальтер, которым тогда был Вильгельм III Оранский, внук короля Англии Карла I и будущий английский король Вильгельм III. Штатгальтер принял Даниэля Маро к себе на службу, что открыло мастеру широкие перспективы для творчества. Он был задействован и как архитектор (охотничий замок-дворец де Ворст), мастер садово-паркового искусства и как проектировщик интерьеров (оформление залов во дворце Хет Лоо). Даниэлю Маро удалось создать своеобразный голландский вариант стиля Людовика XIV, соединив элементы французского классицизма, итальянского барокко и более сдержанного, камерного голландского стиля в оформлении интерьеров и мебели.

### Работа в Лондоне
Шатгальтер Нидерландов Вильгельм III Оранский был супругом британской принцессы Марии (Мэри), внуком короля Англии Карла I и как протестант стал реальным кандидатом на британский престол. После подписания соглашений об ограничении королевской власти в пользу аристократического парламента, Вильгельм (Вильям III) стал королём Англии и Шотландии. В 1694 году в Лондон отбыл и Даниэль Маро, получивший должность одного из королевских архитекторов. В Лондоне он работал как проектировщик мебели и интерьеров, а также в качестве садово-паркового (ландшафтного) мастера. Образцы орнаментальных композиций, предложенные Даниэлем Маро, были использованы для создания многих образцов мебели, посуды, канделябров, зеркальных рам и других предметов. При его содействии были созданы участки регулярного сада загородного дворца Хэмптон-корт, впоследствии уничтоженные. Планировка сада будет восстановлена только в XX веке.
Английский вариант «стиля Маро» спустя десятилетия назовут «стилем королевы Мэри», или «стилем Уильяма и Мэри». Этот стиль в Англии называли также «Большой Маро» (по наименованию альбома Маро-отца), что вносило некоторую путаницу в атрибуциях, тем более, что в орнаментальной графике, в отличие от высоких жанров в живописи, не всегда обращали внимание на авторскую подпись. К тому же орнаментальные композиции Жана Маро и Даниэля Маро действительно схожи.

### Второй голландский период
Последние годы жизни художника известны недостаточно. После смерти Вильгельма III в 1698 году Даниэль Маро вернулся в Голландию. Работал в Гааге. Разрабатывал рисунки мебели, каминов, ламбри (резных деревянных панелей), мебельной обивки, вышивок в стиле близком стилю французского Регентства. Характерный приём художника — соединение мотива маскарона — как в школе Фонтенбло — с гирляндами, косой сеткой трельяжа, картушами и тяжёлым барочным обрамлением. В 1702 и 1712 годах в Амстердаме выпускали альбом гравюр под названием: «Произведения Даниэля Маро, архитектора Вильгельма III».

## Творчество
Даниэль Маро стал выдающимся рисовальщиком, архитектором-декоратором и гравёром. Наряду с Жаном Лепотром(1617—1682) и Жаном Береном (1637—1711) он считается одним из создателей «стиля эпохи». Его орнаментальные композиции распространялись по всей Европе и, в частности, оказали значительное влияние на формирование художественного стиля петровского барокко в Санкт-Петербурге. Некоторые факты из жизни Даниэля Маро утрачены, часть вызывает споры, среди которых годы рождения, смерти и факт прекращения изданий его гравюр с 1718 года.
Даниэль Маро Старший благодаря работе в Лондоне стал одним из главных создателей так называемого «стиля Уильяма и Мэри» — времени правления в Англии Вильгельма III Оранского и королевы Мэри (William and Mary style, 1689—1702). Иногда «стиль Марии» не выделяют из периода английского барокко. Стиль, созданный Маро в Англии, включал так называемые «беренады» (элементы, почерпнутые из гравюр Жана Берена), но они не перешли в стиль рококо, как это было во Франции, зато «стиль Маро» получил дальнейшее развитие в Георгианская архитектурагеоргианских стилях архитектуры английского классицизма XVIII века.

## Влияние искусства семьи Маро в России
После первого путешествия за границу в 1697—1698 годах, посетив Голландию, и, особенно, после второго заграничного путешествия 1716—1717 годов царь Пётр I, побывав во Франции, много внимания уделял изучению оформления дворцовых интерьеров. Некоторые проекты он прорисовывал сам, используя книги своей библиотеки (частично унаследованной от отца, Алексея Михайловича), а также альбомы Жана Маро Старшего («Большой Маро» и «Малый Маро»), гравюры П. Деккера, Ж. Берена и Даниэля Маро. На этом основании А. Н. Бенуа и другие историки русского искусства обоснованно считали, что «стиль Уильяма и Мэри» оказался составной частью или, по крайней мере, одним из источников комбинаторного стиля петровского барокко первой четверти XVIII века в России.

## Галерея гравюр Даниэля Маро

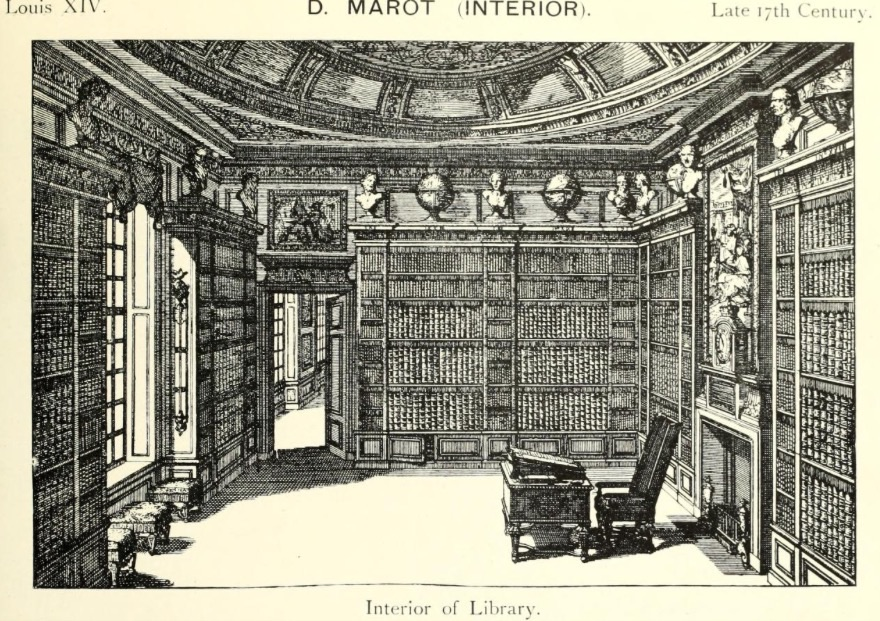
Интерьер библиотеки
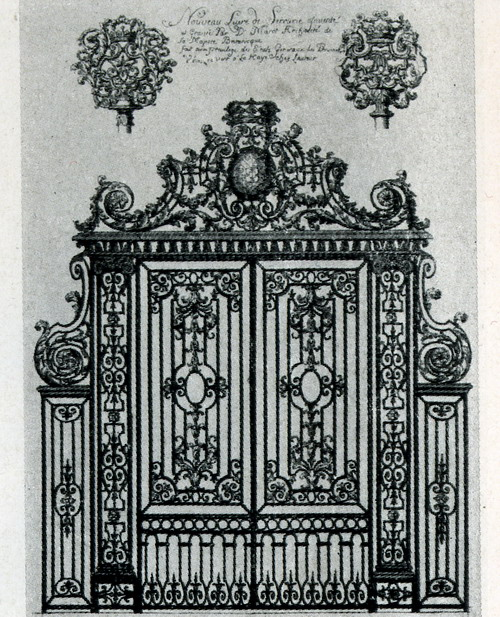
Проект ворот. До 1718
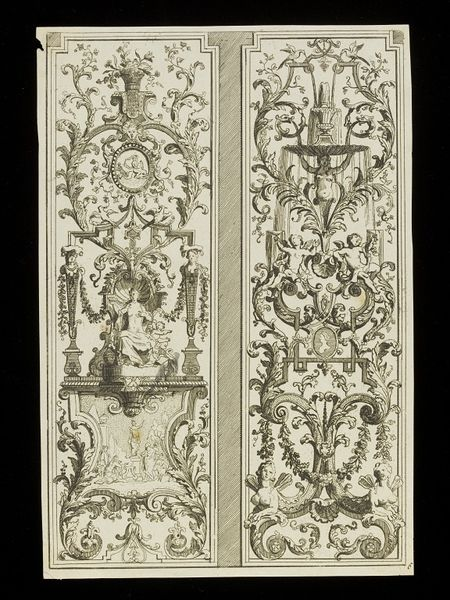
Гротески из «Второй книги украшений». 1702—1712. Офорт. Музей Виктории и Альберта, Лондон
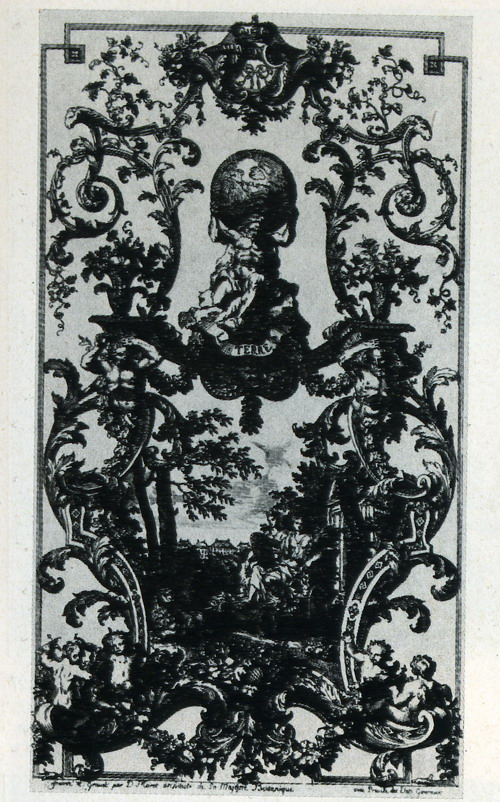
Гротеск с пейзажем. До 1706. Офорт
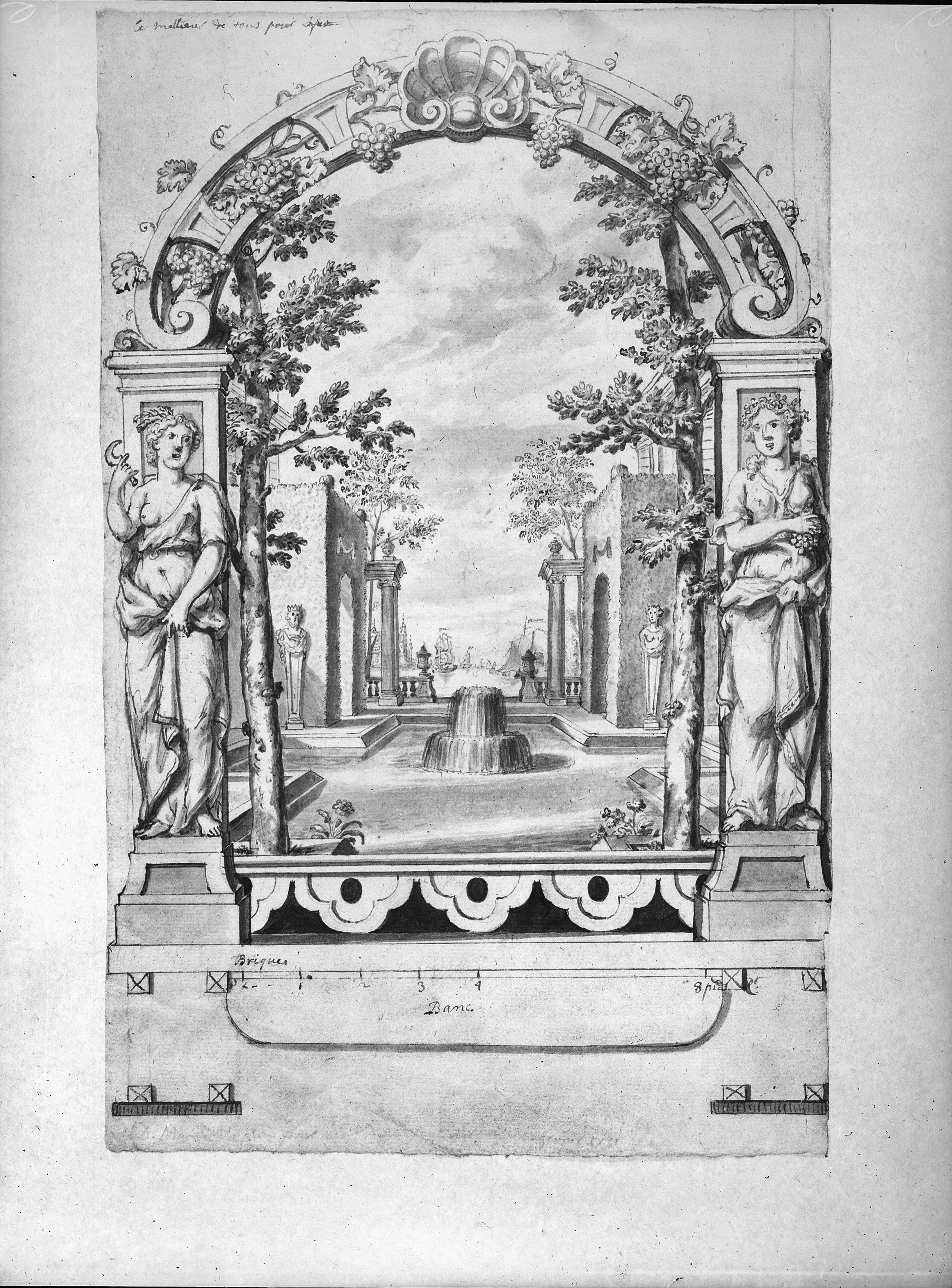
Декоративные ворота с перспективой регулярного парка. Рейксмюсеум, Амстердам
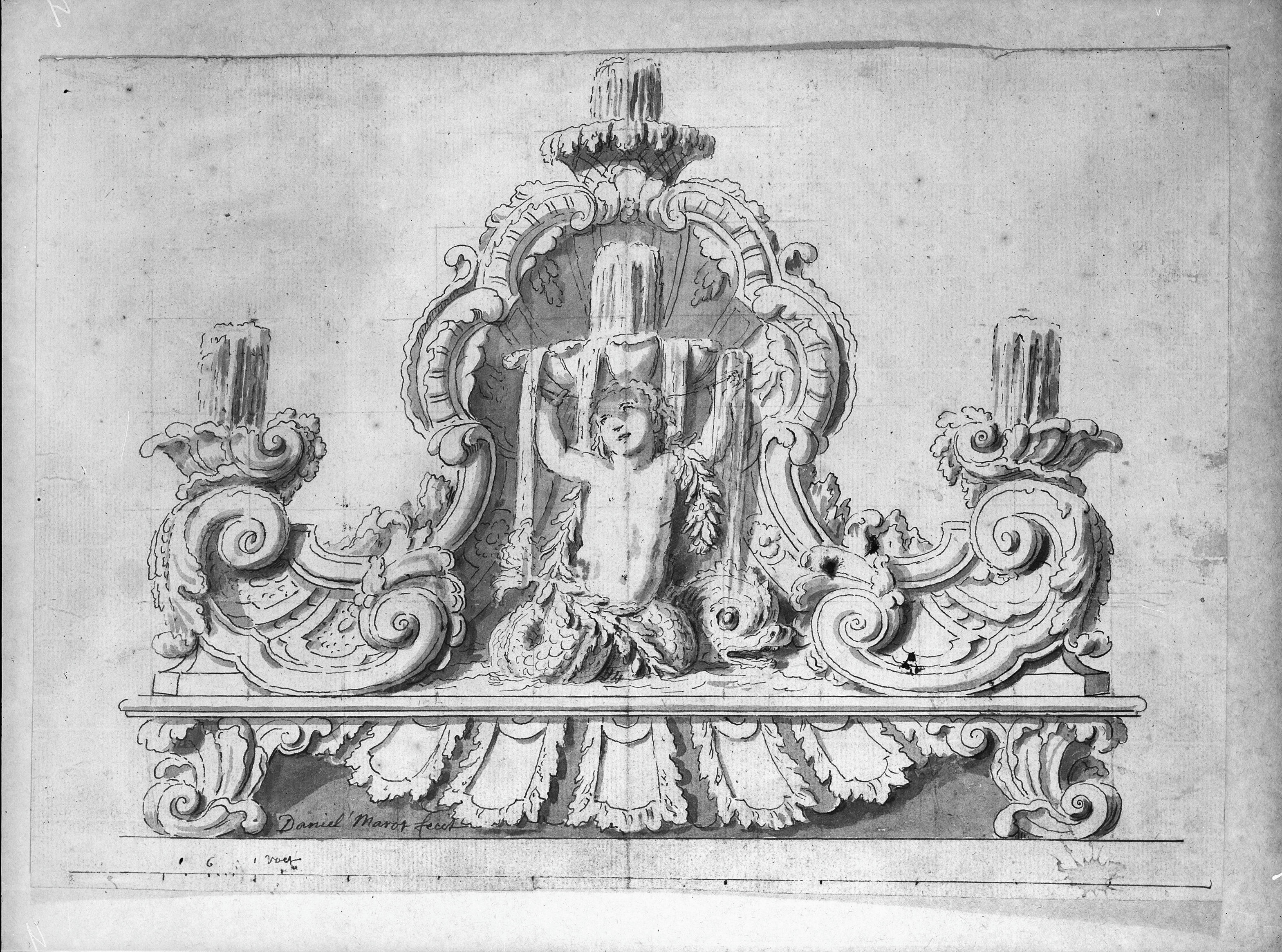
Десюдепорт. Офорт. Рейксмюсеум, Амстердам
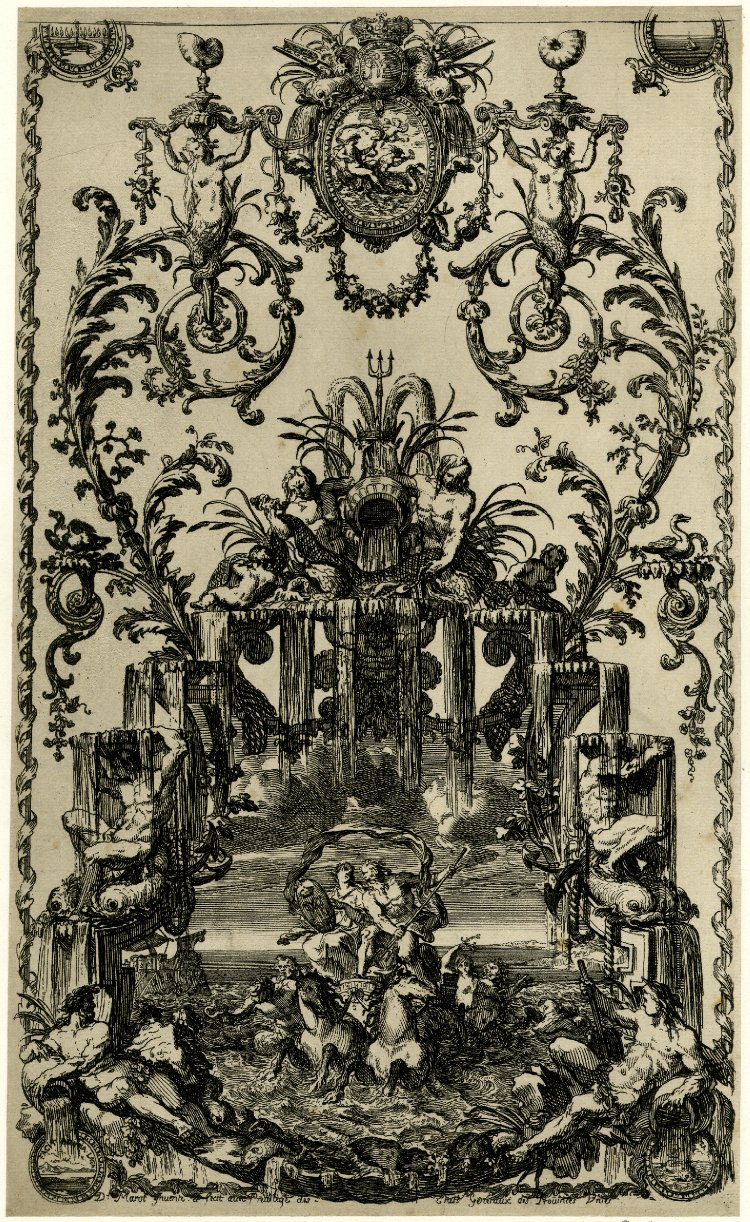
Аллегория воды. Офорт. Рейксмюсеум, Амстердам